# Маглайлич, Вахида
Вахи́да Магла́йлич (сербохорв. Vahida Maglajlić / Вахида Маглајлић; 17 апреля 1907, Баня-Лука — 1 апреля 1943, Мала-Крупска-Руйишка) — югославская боснийская партизанка времён Народно-освободительной войны Югославии и Народный герой Югославии. 
Является единственной боснийской мусульманкой, удостоенной этой высшей югославской награды. Родившаяся в семье баня-лукского кади, Вахида не получила высшего образования, поскольку этого не желал отец. В межвоенные годы она неоднократно выступала в защиту прав женщин Югославии, после вторжения немцев и их союзников ушла в мае 1941 года в партизанское подполье. Благодаря своему высокому социальному статусу она могла спокойно прятать партизан в течение нескольких месяцев, пока не была поймана властями и отправлена в тюрьму. Через несколько месяцев долгих пыток она бежала из тюрьмы и вернулась к партизанам.
Вахида была важнейшей политической фигурой Боснийской Краины и одним из лидеров партизанского движения. 1 апреля 1943 года она героически погибла в боях против немецких войск у Мали-Крупски-Руйишки. После войны её перезахоронили на партизанском кладбище Баня-Луки, а в 1951 году присвоили звание Народного героя Югославии. Листовки с портретом Вахиды как образца для подражания распространялись и Организацией освобождения Палестины с целью агитации женщин вступать в их ряды.

## Семья, образование и деятельность
Вахида Маглайлич родилась 17 апреля 1907 года в Баня-Луке, на тот момент входившей в Кондоминиум Босния и Герцеговина (Австро-Венгрия), ныне являющейся столицей Республики Сербской (Босния и Герцеговина). Вахида была первым ребёнком из 10 детей кади Мухамеда Маглайлича, председателя шариатского суда Баня-Луки, и его супруги Чамилы. В семье было 15 мужчин и 7 женщин, в том числе бабушка и дедушка по отцовской линии, тёти, дяди, двоюродные братья и сёстры. Ещё в детстве Вахида играла не с куклами, а с мётлами, представляя себе вместо них ружья и лошадей. Она также заботилась о восьми своих братьях и младшей сестре.

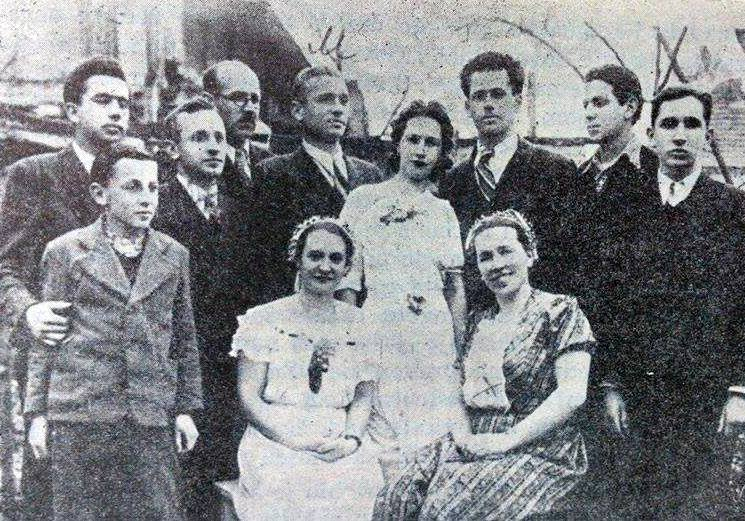
Фадил Шерич (третий справа), будущий Народный герой Югославии и зять (муж сестры) Вахиды Маглайчич (сидит справа)

Маглайчич занималась рукоделием с детства, поэтому родители направили её в женское профессиональное училище после мактаба. В то время в обычные светские школы ходили немногие мусульманские девочки. Вахида хотела продолжить образование в Загребе и стать учителем, но отец воспротивился этому, заявив, что не позволит дочерям учиться в другом городе далеко от дома. Вплоть до начала войны Вахида занималась домашним хозяйством. Она занялась самообразованием: под влиянием братьев, учившихся в Сараево и Загребе, она заинтересовалась марксизмом и коммунизмом, став одной из первых боснийских мусульманок, примкнувших к рабочему движению и выступавших за защиту прав женщин. Вахида была членом Международной Красной помощи и возглавляла одну из организаций Баня-Луки по защите прав женщин. Отец разрешил ей ходить без хиджаба, но Вахида зашла ещё дальше против мусульманских традиций и подстриглась коротко, чем возмутила всю семью и весь город.
Вахида не вышла замуж, хотя ей многократно предлагали руку и сердце. Однако каждый её потенциальный жених требовал от Вахиды прекратить агитировать за коммунистов, на что она не собиралась идти. Тем не менее, со слов её невестки Ружи, Вахида встречалась с одним человеком, но его родители были против брака с мусульманкой, поскольку сам юноша был православным христианином.

## Народно-освободительная война Югославии

### В рядах партизан
В апреле 1941 года в Югославию вторглись немецкие войска и их союзники; 19 апреля 1941 года было создано марионеточное Независимое государство Хорватия, власть которого пала и на Баня-Луку. Вахида ушла в партизанское подполье и в мае вступила в запрещённую тогда Коммунистическую партию Югославии, несмотря на утверждения отца о нетерпимости коммунистов к религиозным людям. И хотя усташи вскоре уволили Мухамеда Маглайлича с поста шариатского судьи, некоторое время Вахида пользовалась авторитетом отца в городе, скрывая красных партизан в своём доме, переводя их в освобождённые от усташей и немцев земли и передавая им оружие, боеприпасы, одежду и медикаменты. В Баня-Луке Вахиде доверяли многое, в том числе налаживание связей с другими партизанскими отрядами, создание конспиративных квартир и мест встречи, благодаря чему она стала одним из надежнейших товарищей по борьбе против усташей и оккупантов. Мать Вахиды, Чамила, готовила продовольствие для партизан и передавала им радиоприёмники. Огромное число сербов, бошняков и евреев вступило в партизанское движение благодаря агитации Чамилы: она предлагала пожертвовать имущество в помощь партизанам, чтобы оно не досталось усташам. Именно статус Вахиды как представительницы одной из наиболее уважаемых семей Баня-Луки позволил мусульманам города вступить в партизанское движение.
Вскоре усташи разузнали про то, чем занимается Вахида. Арестовать её они не решались долгое время, поскольку боялись гнева мусульман Баня-Луки. В октябре 1941 года усташские спецслужбы всё-таки обманом схватили Вахиду, выманив её на встречу, и бросили в тюрьму. Два месяца её пытали, требуя выдать какую-либо информацию о партизанах, но Вахида молчала. Не добившись ничего, власти отправили её в Загреб. 20 декабря 1941 года, в день переезда, Вахида сбежала со своей подругой Даницей Марич и укрылась в доме своего отца, прежде чем уйти с Даницей на гору Черемница в Сербии. 31 декабря 1941 года Вахида и Даница принесли партизанскую присягу. На войну против гитлеровцев и их пособников поднялась вся семья: восемь братьев Вахиды вступили в партизанское движение, причём двое из них погибли в тюрьме. Отца же в 1942 году отправили в концлагерь усташей.

### В партизанских рядах

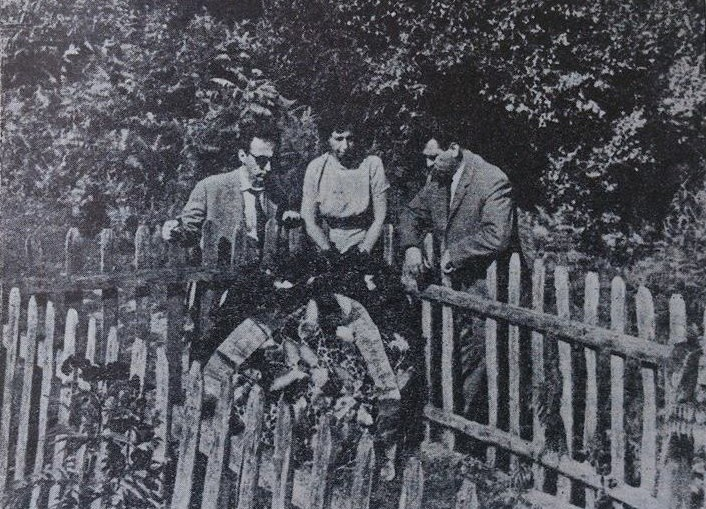
Три брата и сестра на могиле Вахиды Маглайлич в 1963 году

Вахида занималась агитацией за вступление в партизанские ряды среди жителей Козары, Грмеча и Цазина; в основном, она призывала туда женщин. Среди мусульманок Цазина она пользовалась большим авторитетом. 6 декабря 1942 года Вахида была избрана в Женский антифашистский фронт Боснии и Герцеговины. До января 1943 года она участвовала во встречах партизанских отрядов Сански-Моста и Босански-Нови. В январе 1943 года после начала операции «Вайсс» Вахида перешла через гору Шатор и скрылась между Гламочем и Ливно, после чего перешла в Боснийскую Краину и вернулась в Босански-Нови. Службу она проходила в 12-й краинской ударной бригаде.
31 марта 1943 года она прибыла в Малу-Крупску-Руйишку днём. Утром 1 апреля отряд Вахиды был окружён немецкими войсками. Партизаны попытались прорваться и укрыться на ближайшем холме. Вахида была смертельно ранена в спину, а всего в тот день погибло 28 человек. В тот же день партизаны похоронили в деревне всех погибших. После войны Вахиду перезахоронили на партизанском кладбище Баня-Луки, где её останки покоятся по сей день.

## Память

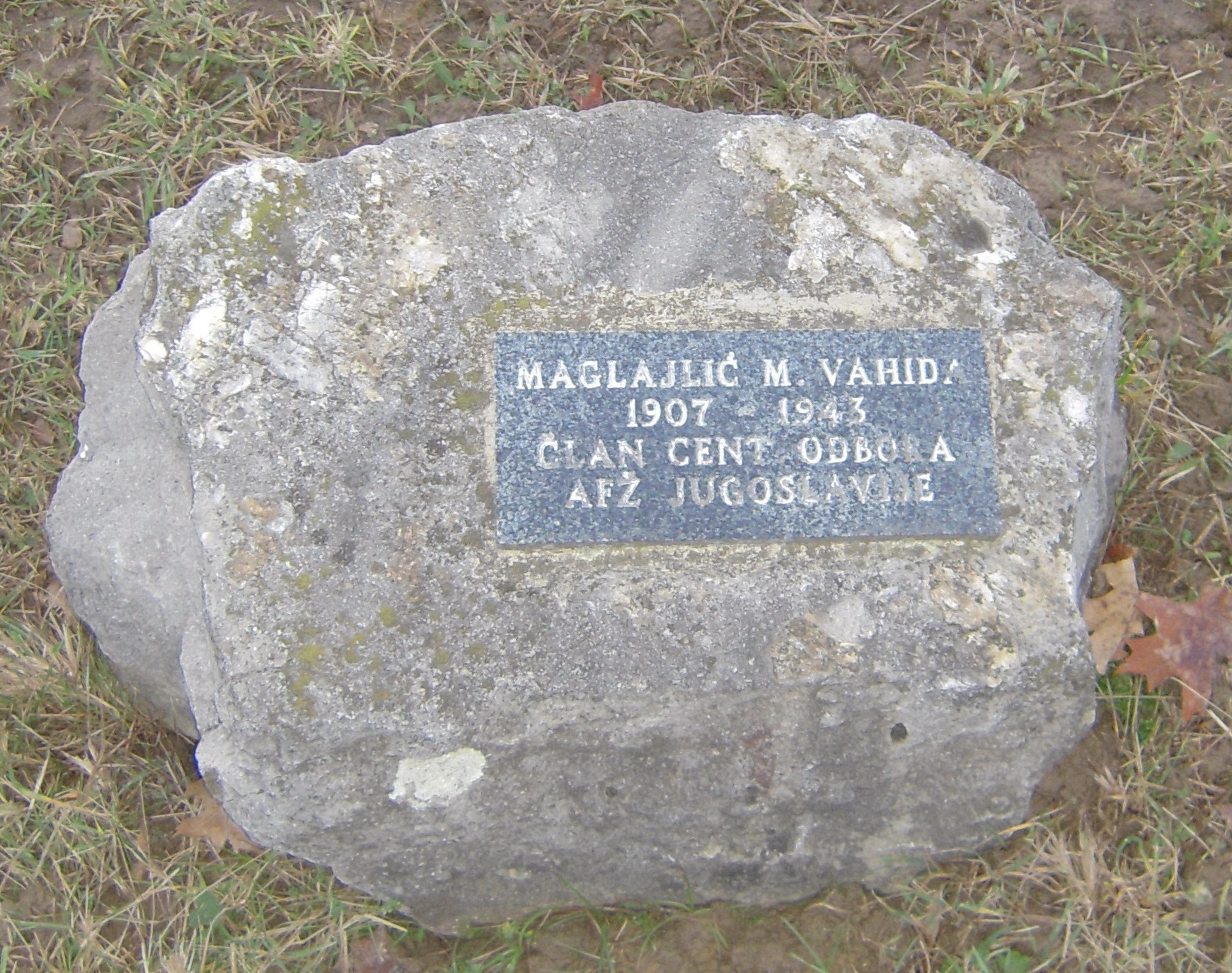
Камень на могиле Вахиды Маглайлич в Баня-Луке

- 20 декабря 1951 года Президиум Народной Скупщины Федеративной Народной Республики Югославии посмертно наградил Вахиду Маглайлич орденом и званием Народного героя Югославии. Вахида стала единственной женщиной — боснийской мусульманкой, удостоенной звания Народного героя[3][5].
- Звание Народного героя получил также зять Вахиды (муж её сестры Мунибы) Фадил Шерич, погибший спустя два месяца после Вахиды[2].
- В Народно-освободительной войне погибли три брата Вахиды: Джевад, Муниб и Неджиб, все были убиты четниками. Муниб был заместителем политрука во 2-й краинской ударной бригаде. Войну пережил брат Екрем, который после войны стал доктором медицинских наук и преподавал на ветеринарном факультете Сараевского университета.
- Портрет Вахиды Маглайлич изображался на листовках Организации освобождения Палестины, которая агитировала палестинок вступать в свои ряды и предоставляла Вахиду как образец для подражания[3].